# Катастрофа C-47 в Северной Осетии
Катастрофа C-47 в Северной Осетии — авиационная катастрофа самолёта Douglas C-47 Skytrain компании Аэрофлот, произошедшая во вторник 2 апреля 1946 года в горах Северо-Осетинской АССР, при этом погибли 7 человек.

## Катастрофа
Douglas C-47 с бортовым номером СССР-Л924 из 2-го авиаотряда 10-й Гвардейской авиатранспортной дивизии гражданского воздушного флота выполнял рейс из Тбилиси в Ростов-на-Дону. Пилотировал его экипаж, в состав которого входили командир Калашников В. Е., второй пилот Зеленков В. А., бортмеханик Глинский Б. В., бортмеханик-стажёр Жубин К. М. и бортрадист Булошников Г. Н. На борту находились и два пассажира. Согласно полётному заданию, обход Кавказских гор должен был выполняться вдоль линии Сухуми — Адлер. Однако самолёт в аэропорт назначения не прибыл. Поиски длились две с половиной недели, пока наконец 20 апреля разрушенный авиалайнер не был обнаружен в Северо-осетинской АССР на горе Гурам, что находится между гор Суган (высота 4489 метров) Суганского хребта и Лабода (высота 4319 метров) Главного Кавказского хребта. При этом место падения находилось в 93 километрах правее маршрута и всего в 14 километрах западнее прямой линии от Тбилиси до Ростова-на-Дону.
После вылета из Тбилиси экипаж в нарушение полётного задания направился не по установленному маршруту через Сухуми и Адлер, а сразу напрямик через Кавказский хребет. Однако при следовании по укороченному маршруту авиалайнер, возможно, влетел в облако, в котором наблюдалось обледенение. Из-за образовавшегося льда C-47 потяжелел и не смог своевременно набрать необходимую высоту. Следуя на высоте 3000 метров по курсу 300—320°, самолёт врезался левой плоскостью крыла в склон горы и разбился. Все 7 человек на борту при этом погибли.